# アントラニル酸-1,2-ジオキシゲナーゼ (脱アミノ化, 脱炭酸)
アントラニル酸-1,2-ジオキシゲナーゼ (脱アミノ化, 脱炭酸)（anthranilate 1,2-dioxygenase (deaminating, decarboxylating)）は、窒素代謝酵素の一つで、次の化学反応を触媒する酸化還元酵素である。
アントラニル酸 + NAD(P)H + 2 H+ + O2 {\displaystyle \rightleftharpoons } カテコール + CO2 + NAD(P)+ + NH3
反応式の通り、この酵素の基質はアントラニル酸とNADH（またはNADPH）とH+とO2、生成物はカテコールとCO2とNAD+（またはNADP+）とNH3である。補因子として鉄を用いる。
組織名はanthranilate,NAD(P)H:oxygen oxidoreductase (1,2-hydroxylating, deaminating, decarboxylating)で、別名にanthranilate hydroxylase、anthranilic hydroxylase、anthranilic acid hydroxylaseがある。